# Liegi-Bastogne-Liegi 1997
La Liegi-Bastogne-Liegi 1997, ottantatreesima edizione della corsa, valida come prova della Coppa del mondo di ciclismo su strada 1997, fu disputata il 20 aprile 1997 per un percorso di 262 km. Fu vinta dall'italiano Michele Bartoli, al traguardo in 7h19'28" alla media di 35,771 km/h.
Dei 188 corridori alla partenza furono in 112 a portare a termine la gara.

## Ordine d'arrivo (Top 10)
| Pos. | Corridore           | Squadra       | Tempo    |
| ---- | ------------------- | ------------- | -------- |
| 1    | Michele Bartoli     | MG Maglificio | 7h19'28" |
| 2    | Laurent Jalabert    | ONCE          | a 8"     |
| 3    | Gabriele Colombo    | Batik         | a 21"    |
| 4    | Luc Leblanc         | Polti         | a 22"    |
| 5    | Maximilian Sciandri | F. des Jeux   | a 27"    |
| 6    | Johan Museeuw       | Mapei-GB      | s.t.     |
| 7    | Beat Zberg          | Mercatone Uno | s.t.     |
| 8    | Marco Pantani       | Mercatone Uno | s.t.     |
| 9    | Laurent Madouas     | Lotto         | s.t.     |
| 10   | Mauro Gianetti      | F. des Jeux   | s.t.     |